# Relaciones Canadá-Colombia
Las relaciones Canadá-Colombia son las relaciones exteriores entre Canadá y Colombia. En 1953 se establecieron relaciones diplomáticas directas, con el intercambio de los primeros embajadores. Canadá tiene una embajada en Bogotá. Colombia tiene una embajada en Ottawa y 4 Consulados Generales en Toronto, Montreal, Vancouver y Calgary. Ambos países son miembros de pleno derecho de la Organización de los Estados Americanos.

## Comercio

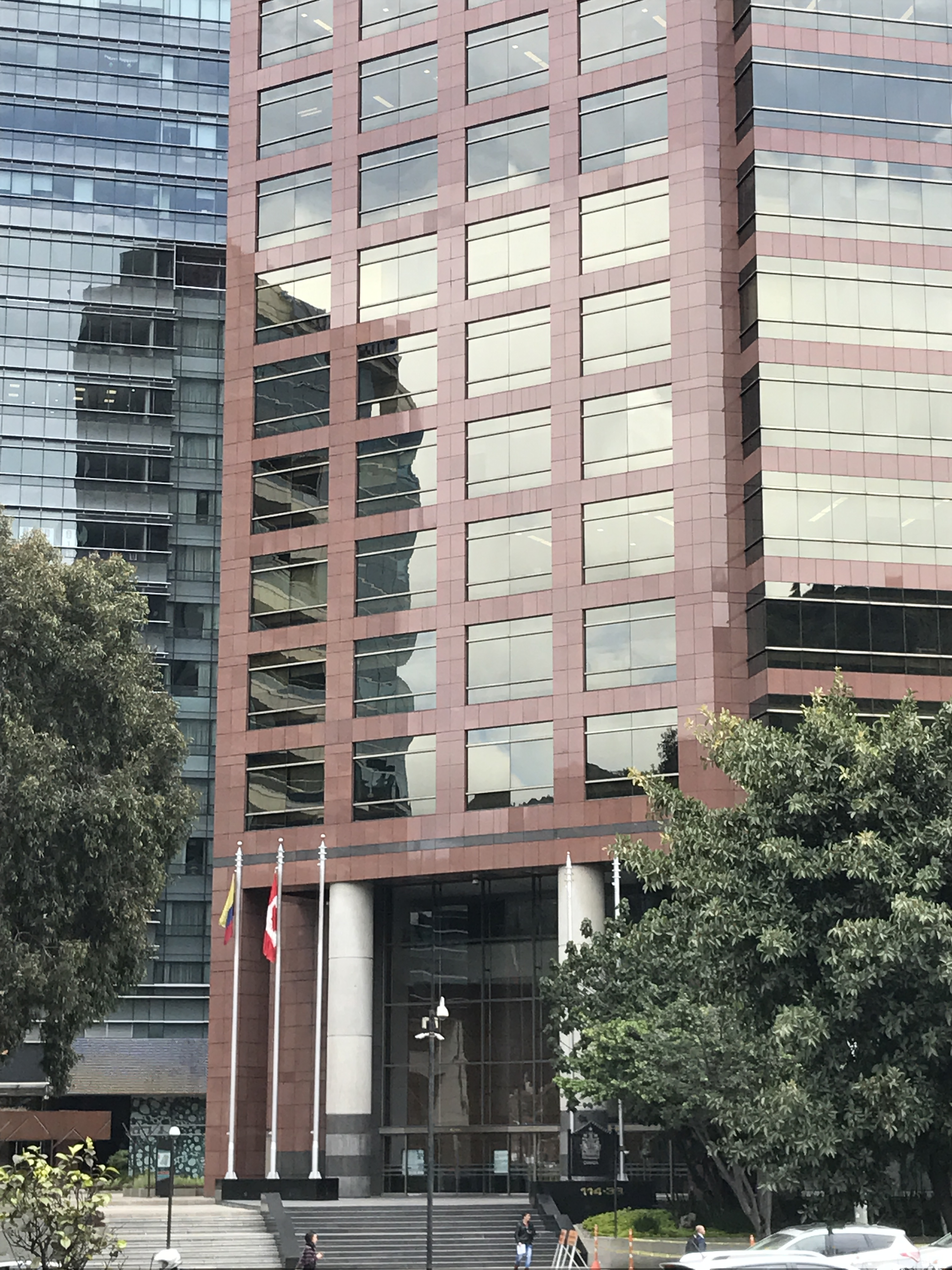
Embajada de Canadá en Bogotá

Las principales exportaciones de Colombia a Canadá son el café, los bananos, el carbón y el combustible.
En 2010, Canadá firmó oficialmente el acuerdo de libre comercio Canadá-Colombia firmado previamente en 2008. La noticia fue anunciada por el primer ministro Stephen Harper en Bogotá, Colombia. El acuerdo entró oficialmente en vigor el 15 de agosto de 2011.
En 2008, los dos países firmaron un nuevo acuerdo de comercio exterior de 1,14 mil millones de comercio bilateral. El acuerdo llevará al intercambio de tales productos, incluyendo trigo, legumbres, cebada, papel y equipo pesado y ayudará a la fabricación y financiamiento de industrias. Parte del acuerdo incluye la eliminación de Colombia del trabajo infantil, el trabajo forzoso y la discriminación laboral y eliminará la doble imposición. Colombia también eliminará el 98% de los aranceles sobre el bien exportado a Canadá en 2018.

## Ayuda externa
El gobierno canadiense anunció en febrero de 2009 que agregaba Colombia a su lista de países preferidos para otorgar ayuda extranjera. Esta lista incluye 18 países y la Cisjordania y el Caribe.  En 2016, tras la negociación del acuerdo de paz entre el gobierno colombiano y los rebeldes de las FARC, Canadá ofreció 21 millones de dólares para "ayudar a Colombia a hacer que el acuerdo de paz se mantenga". Los fondos se destinan principalmente a los programas de capacitación de la Policía Nacional, a la rápida respuesta a los "brotes locales que podrían amenazar la paz", así como a la remoción de minas. Con otros líderes mundiales, el ministro de Asuntos Globales, Stéphane Dion, viajó a Cartagena para la ceremonia de firma. Canadá envió observadores para que presenciaran el referéndum, que terminó con un rechazo del acuerdo por una mayoría de votantes colombianos.